# Royal Run
Royal Run er et dansk årligt motionsløb, der blev afholdt for første gang i 2018. Løbet arrangeres af Danmarks Idrætsforbund, DGI og Dansk Atletik og bliver afholdt 2. pinsedag i flere danske byer. Der løbes eller gås en One Mile (1,609 km), 5 km eller 10 km. Der er typisk fem værtsbyer hvert år, hvor København/Frederiksberg er fast, mens de øvrige skifter fra gang til gang.
Royal Run blev afviklet første gang den 21. maj 2018 i anledning af den daværende kronprins Frederiks 50 års fødselsdag. Løbet var tiltænkt som en éngangsbegivenhed, men blev grundet stor succes og positive modtagelser fra deltagere og publikummer, gjort til en tilbagevendende årlig begivenhed. Kong Frederik 10. og hans familie har tradition for selv at deltage og løbe med på forskellige ruter og i forskellige byer på dagen.
Det syvende og seneste løb fandt sted den 9. juni 2025 med deltagerrekord på 97.500 deltagere.
I juni 2025 blev det annonceret at Royal Run 2026 vil blive afholdt den 25. maj 2026.

## Royal Run efter år

### 2018
Løbet blev afviklet første gang mandag den 21. maj 2018 (2. pinsedag) i anledning af Kronprins Frederiks 50 års fødselsdag den 26. maj 2018 i landets fem største byer: Aalborg, Aarhus, Esbjerg, Odense og København/Frederiksberg . Der blev løbet to distancer: One Mile (1,609 km) og 10 km. Der var 70.500 deltagere til Royal Run i alt i de fem byer. 
Kronprins Frederik løb selv One Mile i de fire førstnævnte byer og sluttede af med 10 km i København.
| Dato    | Sted                                | Distancer      | Kongelig deltagelse | Antal deltagere |
| ------- | ----------------------------------- | -------------- | --- | --------------- |
| 21. maj | Aalborg                             | One mile 10 km | Kronprins Frederik løb One Mile | 9.155           |
| 21. maj | Aarhus                              | One mile 10 km | Kronprins Frederik løb One Mile | 12.345          |
| 21. maj | Esbjerg                             | One mile 10 km | Kronprins Frederik løb One Mile | 6.664           |
| 21. maj | Odense                              | One mile 10 km | Kronprins Frederik løb One Mile Kronprinsesse Mary løb 10 km                                                                           | 7.317           |
| 21. maj | København/Frederiksberg             | One mile 10 km | Kronprins Frederik løb 10 km Kronprinsesse Mary, Prins Christian, Prinsesse Isabella, Prins Vincent & Prinsesse Josephine løb One Mile | 35.457          |
|         | Samlet antal deltagere 2018: 70.938 |                | |                 |

### 2019
Royal Run 2019 fandt sted den 10. juni 2019 i Aarhus, Aalborg, København/Frederiksberg og Rønne. Den 1. juni 2019 var der desuden Royal Run i Klaksvig på Færøerne. I alt var der 82.028 tilmeldte i de fem byer. Kronprins Frederik deltog på One Mile i Aarhus og 10 km i København. Kronprinsesse Mary deltog på One Mile og 5 km i Aalborg. Deres fire børn, prins Christian, prinsesse Isabella, prinsesse Josephine og prins Vincent, deltog på Familie-milen i København. 
| Dato                                | Sted                    | Distancer           | Kongelig deltagelse | Antal deltagere |
| ----------------------------------- | ----------------------- | ------------------- | --- | --------------- |
| 1. juni                             | Klaksvig, Færøerne      | One Mile 10 km      | Kronprins Frederik cyklede 10 km ruten                                                                                       | 4.010           |
| 10. juni                            | Aarhus                  | One Mile 5 km 10 km | Kronprins Frederik gik One Mile                                                                                              | 17.297          |
| 10. juni                            | Aalborg                 | One Mile 5 km 10 km | Kronprinsesse Mary løb One Mile 5 km                                                                                         | 13.197          |
| 10. juni                            | København/Frederiksberg | One Mile 10 km      | Kronprins Frederik cyklede 10 km ruten Prins Christian, Prinsesse Isabella, Prins Vincent & Prinsesse Josephine løb One mile | 46.628          |
| 10. juni                            | Rønne                   | One Mile 5 km 10 km | Ingen kongelig deltagelse | 1.187           |
| Samlet antal deltagere 2019: 82.319 |                         |                     | |                 |

### 2020
Det tredje Royal Run skulle have fundet sted den 28. maj 2020 i Nuuk i Grønland og den 1. juni 2020 i Sønderborg, Aalborg, København/Frederiksberg, Odense og på Bornholm. Det blev imidlertid udskudt i første omgang til henholdsvis den 30. august 2020 og den 6. september 2020 på grund af coronaviruspandemien. Den 19. maj 2020 blev det imidlertid annonceret, at årets løb helt var aflyst. I stedet skulle næste løb finde sted den 17. maj 2021 i Nuuk og den 24. maj 2021 i Sønderborg, Aalborg, København/Frederiksberg, Odense og på Bornholm. De godt 70.000, der havde nået at melde sig til løbene i 2020, fik deres startnumre overført til 2021. Royal Run i Sønderborg skulle have været i anledning af 100-året for Genforeningen.
| 2020 Aflyst pga. Covid-19 | 2020 Aflyst pga. Covid-19 | 2020 Aflyst pga. Covid-19 | 2020 Aflyst pga. Covid-19 | 2020 Aflyst pga. Covid-19 |
| ------------------------- | ------------------------- | ------------------------- | ------------------------- | ------------------------- |

### 2021
Den 2. februar 2021 blev de danske løb udskudt endnu en gang, nu til den 12. september 2021, da der stadig var for stor usikkerhed omkring coronasituationen. Løbet i Nuuk blev dog helt aflyst den 6. juli 2021 på grund af fortsatte coronarestriktioner og karantæneregler. De danske løb blev gennemført den 12. september 2021 med ca. 79.000 tilmeldte. Kronprinsesse Mary deltog på 5 km i Aarhus. Kronprins Frederik deltog på One Mile i Sønderborg og Odense samt 10 km i København. Desuden løb kronprinsen en æresrunde i København i form af en One Mile med deltagere fra Sommer-OL 2020 og de paralympiske lege. 
| Dato                                | Sted                    | Distancer           | Kongelig deltagelse | Antal deltagere |
| ----------------------------------- | ----------------------- | ------------------- | --- | --------------- |
| 12. september                       | Aalborg                 | One Mile 5 km 10 km | Kronprinsesse Mary løb 5 km | 14.508          |
| 12. september                       | Sønderborg              | One Mile 5 km 10 km | Kronprins Frederik løb One Mile | 17.923          |
| 12. september                       | Odense                  | One Mile 5 km 10 km | Kronprins Frederik løb One mile | 7.381           |
| 12. september                       | København/Frederiksberg | One Mile 5 km 10 km | Kronprins Frederik, Prinsesse Isabella, Prins Vincent & Prinsesse Josephine løb One Mile Prins Vincent og Prins Felix løb 5 km Kronprins Frederik løb 10 km | 38.908          |
| 12. september                       | Rønne                   | One Mile 5 km 10 km | Ingen kongelig deltagelse | 676             |
| Samlet antal deltagere 2021: 79.396 |                         |                     | |                 |

### 2022
Den fjerde Royal Run blev afholdt den 6. juni 2022 med 91.680 tilmeldte, på tidspunktet rekord. 10.012 var tilmeldt i Aalborg, 15.404 i Aarhus, 13.568 i Kolding, 11.954 i Næstved, 663 i Rønne og 40.079 i København/Frederiksberg. Kronprins Frederik løb One Mile i Aalborg, 5 km i Aarhus og 10 km i København/Frederiksberg. Kronprinsesse Mary løb One Mile i Kolding og 5 km i Næstved. Deres fire børn deltog desuden i flere løb i København. Da kronprinsen afsluttede sit 10 km-løb her, offentliggjorde han, at det næste Royal Run ville finde sted den 29. maj 2023. Han oplyste også, at en af stederne ville blive København, men ønskede ellers, at det ville blive i flere byer end hidtil. 
| Dato                                | Sted                    | Distancer           | Kongelig deltagelse | Antal deltagere |
| ----------------------------------- | ----------------------- | ------------------- | --- | --------------- |
| 6. juni                             | Aalborg                 | One Mile 5 km 10 km | Kronprins Frederik løb One Mile | 10.027          |
| 6. juni                             | Aarhus                  | One Mile 5 km 10 km | Kronprins Frederik løb 5 km | 15.425          |
| 6. juni                             | Kolding                 | One Mile 5 km 10 km | Kronprinsesse Mary løb One Mile | 13.571          |
| 6. juni                             | Næstved                 | One Mile 5 km 10 km | Kronprinsesse Mary løb 5 km | 11.956          |
| 6. juni                             | København/Frederiksberg | One Mile 5 km 10 km | Prins Christian, Prinsesse Isabella, Prins Vincent og Prinsesse Josephine løb One Mile Prins Christian og Prinsesse Josephine løb 5 km Kronprins Frederik, Prins Christian og Prins Vincent løb 10 km | 40.115          |
| 6. juni                             | Rønne                   | One Mile 5 km 10 km | Ingen kongelig deltagelse | 669             |
| Samlet antal deltagere 2022: 91.763 |                         |                     | |                 |

### 2023
Den 9. november 2022 blev det offentliggjort, at 2023-udgaven af Royal Run ville finde sted i Herning, Aabenraa, Nyborg, Nykøbing Falster og København/Frederiksberg. Sidstnævnte var eneste genganger fra tidligere år. I Herning kom løberne for første gang til at prøve at løbe indendørs, idet ruterne på et kort stykke var lagt gennem Herning Bibliotek. Det samlede deltagerantal slog rekord igen med 93.624. Ifølge Danmarks Idrætsforbunds administrerende direktør Morten Mølholm Hansen havde over en tredjedel af deltagerne aldrig været med i et motionsløb før. Der var især mange midaldrende og en del ældre med, ligesom der var der mange forældre med mindre børn. Derimod kneb det med unge i alderen 16-30 år. 
| Dato                                | Sted                    | Distancer           | Kongelig deltagelse | Antal deltagere |
| ----------------------------------- | ----------------------- | ------------------- | --- | --------------- |
| 29. maj                             | Aabenraa                | One Mile 5 km 10 km | Kronprins Frederik løb One Mile | 14.586          |
| 29. maj                             | Nyborg                  | One Mile 5 km 10 km | Kronprinsesse Mary løb One Mile | 9.988           |
| 29. maj                             | Herning                 | One Mile 5 km 10 km | Kronprins Frederik løb 5 km | 18.433          |
| 29. maj                             | Nykøbing Falster        | One Mile 5 km 10 km | Kronprinsesse Mary gik 5 km | 10.056          |
| 29. maj                             | København/Frederiksberg | One Mile 5 km 10 km | Prins Christan, Prinsesse Isabella, Prins Vincent og Prinsesse Josephine løb One Mile Prins Christian og Prinsesse Josephine løb 5 km Kronprins Frederik, Prins Christian og Prins Vincent løb 10 km | 40.561          |
| Samlet antal deltagere 2023: 93.624 |                         |                     | |                 |

### 2024
Royal Run blev for sjette gang afholdt den 20. maj 2024. Det blev endnu en gang i fem byer, der blev offentliggjort med en hver i perioden den 3.-7. september 2023: Brønderslev, Aarhus, Fredericia, Kalundborg og København/Frederiksberg. Sidstnævnte havde været med fra starten, og Aarhus havde haft det tre gange før, men for de tre andre var det første gang. Ønsket var at man ved at komme ud til nye dele af landet kunne inspirere endnu flere til at bevæge sig, både før, under og efter løbet. Løbet blev fuldstændigt udsolgt og satte samtidig ny rekord med 95.330 tilmeldte fordelt på de fem byer. 40 % havde deltaget i Royal Run før, mens 30 % deltog i et motionsløb for første gang. En ændring var at Kronprins Frederik nu var blevet Kong Frederik 10., men han, Dronning Mary og deres fire børn fortsatte med at deltage i forskellige løb rundt omkring i landet. 
| Dato                                | Sted                    | Distancer           | Kongelig deltagelse                                                                                           | Antal deltagere |
| ----------------------------------- | ----------------------- | ------------------- | --- | --------------- |
| 20. maj                             | Fredericia              | One Mile 5 km 10 km | Frederik 10. løb One Mile                                                                                     | 13.490          |
| 20. maj                             | Brønderslev             | One Mile 5 km 10 km | Kronprins Christian løb One Mile                                                                              | 9.008           |
| 20. maj                             | Aarhus                  | One Mile 5 km 10 km | Frederik 10. løb 5 km                                                                                         | 20.029          |
| 20. maj                             | Kalundborg              | One Mile 5 km 10 km | Dronning Mary løb 5 km                                                                                        | 10.001          |
| 20. maj                             | København/Frederiksberg | One Mile 5 km 10 km | Prinsesse Isabella, Prins Vincent og Prinsesse Josephine løb One Mile Frederik 10. og Prins Vincent løb 10 km | 42.802          |
| Samlet antal deltagere 2024: 95.330 |                         |                     | |                 |

### 2025
Den syvende udgave af Royal Run fandt sted den 9. juni 2025, hvilket ligesom de foregående år var 2. pinsedag. De fem værtsbyer blev præsenteret den 13. september 2024. Der var fire nye i form af Ribe, Viborg, Horsens og Korsør, mens den femte var den faste København/Frederiksberg. De i alt 97.500 startnumre blev sat til salg den 12. november 2024 og blev udsolgt på mindre end ni timer, hvilket var det hidtil hurtigste. Hos Royal Run var man naturligvis glade for den store interesse og så det som, at danskerne havde taget løbet til sig som en tradition. Men man havde dog slet ikke regnet med at få udsolgt så hurtigt. 
| Dato                                | Sted                    | Distancer           | Kongelig deltagelse | Antal deltagere |
| ----------------------------------- | ----------------------- | ------------------- | --- | --------------- |
| 9. juni                             | Ribe                    | One Mile 5 km 10 km | Frederik 10. løb One Mile | 17.251          |
| 9. juni                             | Viborg                  | One Mile 5 km 10 km | Kronprins Christian løb 5 km | 16.848          |
| 9. juni                             | Horsens                 | One Mile 5 km 10 km | Frederik 10. løb 5 km | 14.812          |
| 9. juni                             | Korsør                  | One Mile 5 km 10 km | Dronning Mary løb 5 km | 9.378           |
| 9. juni                             | København/Frederiksberg | One Mile 5 km 10 km | Prinsesse Isabella, Prins Vincent og Prinsesse Josephine løb One Mile Frederik 10., Kronprins Christian, Prins Christian og Prinsesse Josephine løb 10 km | 41.647          |
| Samlet antal deltagere 2025: 97.500 |                         |                     | |                 |